# 重返德軍總部：深入敵後
《重返德軍總部：深入敵後》是一個由Splash Damage和id Software在2003年5月29日共同開發的第一人稱射擊遊戲。

## 遊戲內容
《重返德軍總部：深入敵後》是一個多人線上遊戲，玩家會被分成兩隊（同盟國和軸心國）來捍衛或摧毀任務目標。